# Alp Lachen
Die Alp Lachen ist eine zweistafflige Alp auf der orographisch rechten Seite des Melchtals im Schweizer Kanton Obwalden. Sie besteht aus Unterlachen nördlich des Lachengrabens auf 1330 m ü. M. und Oberlachen westlich des Lachengrätlis auf 1682 m ü. M.

## Lage
| \| \| |
|       |

Über das Lachengrätli verlaufen der Obwaldner und Nidwaldner Höhenweg. Da es am Etappenziel Storeggpass keine Übernachtungsmöglichkeit gibt, wird dies von Juni bis Oktober in Oberlachen mit Abendessen und Frühstück angeboten. Südwärts gehend steigt man vom Lachengrätli ab; nordwärts gehend zweigt man am Storeggpass links ab und geht am westlichen Hang nach Oberlachen.

Lage von Oberlachen in den Urner Alpen (links)
und in den Alpen (rechts in der Box).

## Nachweise
1. ↑  Gemäss Ortsnamen.ch
2. ↑  Gemäss geo.admin.ch